# La Esperanza, Ozuluama de Mascareñas
La Esperanza är en ort i Mexiko.   Den ligger i kommunen Ozuluama de Mascareñas och delstaten Veracruz, i den östra delen av landet, 300 km nordost om huvudstaden Mexico City. La Esperanza ligger 38 meter över havet och antalet invånare är 245.
Terrängen runt La Esperanza är platt. Runt La Esperanza är det glesbefolkat, med 11 invånare per kvadratkilometer. Närmaste större samhälle är Alto del Moralito, 19,5 km söder om La Esperanza. Trakten runt La Esperanza består till största delen av jordbruksmark.